# Peter Angerer
Peter Angerer (Siegsdorf, 14 luglio 1959) è un ex biatleta tedesco occidentale.

## Biografia
Originario di Hammer (Siegsdorf), con le sue cinque medaglie olimpiche, le cinque mondiali e i numerosi successi in Coppa del Mondo ha contribuito a rendere il biathlon popolare in Germania; è stato portabandiera della Germania Ovest ai XV Giochi olimpici invernali di Calgary 1988.
In Coppa del Mondo ha ottenuto la vittoria in classifica generale nel 1983 e si è classificato secondo nel 1984 e nel 1986.
Ai Mondiali del 1986 è stato trovato positivo agli steroidi anabolizzanti al controllo antidoping; ha scontato quindi una squalifica, limitata tuttavia a soli sei mesi poiché è stato appurato che la sostanza era contenuta in un medicinale antinfluenzale prescrittogli dal suo medico.

## Palmarès

### Olimpiadi
- 5 medaglie:
  - 1 oro (individuale[2] a Sarajevo 1984)
  - 2 argenti (sprint[2] a Sarajevo 1984; staffetta a Calgary 1988)
  - 2 bronzi (staffetta a Lake Placid 1980; staffetta a Sarajevo 1984)

### Mondiali
- 5 medaglie:
  - 2 argenti (staffetta a Lahti 1981; sprint[2] ad Anterselva 1983)
  - 3 bronzi (individuale[2] ad Anterselva 1983; staffetta a Egg am Etzl/Ruhpolding 1985; staffetta a Lahti/Lake Placid 1987)

### Coppa del Mondo
- Vincitore della Coppa del Mondo nel 1983
- 11 podi (tutti individuali[3]), oltre a quelli conquistati in sede olimpica e iridata e validi anche ai fini della Coppa del Mondo:
  - 5 vittorie
  - 3 secondi posti
  - 3 terzi posti

#### Coppa del Mondo - vittorie
| Data            | Località          | Nazione      | Spec. |
| --------------- | ----------------- | ------------ | ----- |
| 7 marzo 1984    | Oslo Holmenkollen | Norvegia     | IN    |
| 17 gennaio 1985 | Oberhof           | Germania Est | IN    |
| 7 marzo 1985    | Oslo Holmenkollen | Norvegia     | IN    |
| 18 gennaio 1986 | Anterselva        | Italia       | SP    |
| 14 marzo 1987   | Lillehammer       | Norvegia     | SP    |

Legenda:

IN = individuale

SP = sprint